# Moritzburger Dreieck
Das Moritzburger Dreieck war eine Motorsport-Rennstrecke bei Moritzburg etwa 15 km nördlich von Dresden in Sachsen. Der temporäre Straßenkurs war zwischen 1924 und 1926 Austragungsort mehrerer Rennen von Motorrädern und Gespannen.

## Geschichte
Das Moritzburger Dreieck wurde zwischen 1924 und 1926 für drei Rennveranstaltungen  des Dresdener Motorrad Clubs von 1914 benutzt. Nach 1927 wechselten die Rennen auf das Grillenburger Dreieck, der damals noch als Sachsenring Grillenburg bezeichnet wurde.
2024 fand anlässlich des 100-jährigen Jubiläums auf der Strecke eine Oldtimer-Veranstaltung statt.

## Streckenbeschreibung
Die Strecke war 28 km lang und führte von Moritzburg in nordöstlicher Richtung über die heutige S80 über Berbisdorf nach Radeburg. Von Radeburg aus ging es entlang der heutigen S177 nach Westen vorbei an Steinbach bis nach Buschhaus. Dort bog die Strecke auf die heutige S81 ab und führte in südlicher Richtung bis nach Auer, von wo aus sie über die heutige S80 ostwärts in Richtung Moritzburg zurück führte. Start und Ziel lagen an der Zufahrt zu Schloss Moritzburg.
Für die Veranstaltung 1926 wurde die Streckenführung in Radeburg leicht verändert.

## Veranstaltungen
- 29. Juli 1924 – Erste Große Dreiecksfahrt des DMC 1914 im Moritzburger Wald für Motorräder
- 6. August 1925 – Zweite Dreiecksfahrt im Moritzburger Wald für Motorräder und Seitenwagen
- 1. August 1926 – Dritte Dreiecksfahrt im Moritzburger Wald für Motorräder und Seitenwagen